# Mark Simpson (baloncestista)
Mark Allen Simpson  (nacido el 4 de febrero de 1961 en Fort Wayne, Indiana) es un exjugador de baloncesto estadounidense. Con 2,03 metros de estatura, jugaba en la posición de alero.

## Trayectoria

### Universidad
Se formó en un pequeño College, Catawba College.

### Profesional
Es elegido en la 7ª ronda  con el puesto 149 en el  Draft de la NBA de 1984 por Denver Nuggets, no llega a jugar nunca en la NBA. Desarrollaría su carrera deportiva en Europa, sus primeras temporadas como profesional se desarrollarían en Israel, Grecia y Francia. En la temporada 1988-1989 juega en el Napoli Basket, promediando durante la temporada 22 puntos y 7 rebotes. Sus últimas 4 temporadas como profesional se asentaría en España, donde juega 2 años en Bilbao y otras dos temporadas en el Real Madrid, en los que promedia 18 puntos y 5 rebotes por partido. Jugador que se caracterizaba por ser un gran tirador de triples, con el Real Madrid, formando pareja de extranjeros con Ricky Brown, ganó la  Recopa de Europa del año 1992. Al año siguiente, ya con 3 extranjeros por equipo, se sumó Arvidas Sabonis, haciendo doblete en las competiciones nacionales ganando Liga ACB y Copa del Rey. Después de la final, y por problemas físicos en las rodillas Simpson decide retirarse de la práctica activa del baloncesto, no sin antes dar positivo en un control antidopaje al ingerir un medicamento americano llamado Elixir DM, "sin consentimiento de los servicios médicos del club". Simpson se estaba tratando un fuerte catarro. El jugador de no haberse retirado, habría sido sancionado con 2 años sin poder jugar.